# Mirko Zanni
Mirko Zanni (ur. 16 października 1997 w Pordenone) – włoski sztangista, brązowy medalista igrzysk olimpijskich Tokio 2020, wicemistrz Europy.

## Udział w zawodach międzynarodowych
| Impreza                                            | Rok  | Miejsce   | Kategoria | Wynik  | Wynik   |
| Impreza                                            | Rok  | Miejsce   | Kategoria | Punkty | Miejsce |
| -------------------------------------------------- | ---- | --------- | --------- | ------ | ------- |
| Igrzyska olimpijskie                               | 2020 | Tokio     | do 67 kg  | 322    | brąz    |
| Mistrzostwa świata w podnoszeniu ciężarów          | 2017 | Anaheim   | do 69 kg  | 309    | 8.      |
| Mistrzostwa świata w podnoszeniu ciężarów          | 2018 | Aszchabad | do 67 kg  | 305    | 12.     |
| Mistrzostwa świata w podnoszeniu ciężarów          | 2019 | Pattaya   | do 67 kg  | 310    | 13.     |
| Mistrzostwa Europy w podnoszeniu ciężarów          | 2017 | Split     | do 69 kg  | 305    | 6.      |
| Mistrzostwa Europy w podnoszeniu ciężarów          | 2018 | Bukareszt | do 69 kg  | 308    | 5.      |
| Mistrzostwa Europy w podnoszeniu ciężarów          | 2019 | Batumi    | do 67 kg  | 305    | 4.      |
| Mistrzostwa Europy w podnoszeniu ciężarów          | 2021 | Moskwa    | do 67 kg  | 318    | srebro  |
| Igrzyska olimpijskie młodzieży                     | 2014 | Nankin    | do 62 kg  | 255    | brąz    |
| Mistrzostwa świata juniorów w podnoszeniu ciężarów | 2017 | Tokio     | do 69 kg  | 304    | 4.      |